# Color Me Badd
Color Me Badd ist eine US-amerikanische R&B-/A-cappella-Band. Das Quartett aus Bryan Abrams, Mark Calderon, Kevin Thornton und Sam Watters formierte sich in Oklahoma City, bevor man nach New York umzog. Bekannt wurden Color Me Badd durch Hits wie I Wanna Sex You Up, I Adore Mi Amor und All 4 Love.

## Biografie
Das erste Album von Color Me Badd, C. M. B., erschien im Sommer 1991. Mit dem Lied I Wanna Sex You Up, das auch auf dem Soundtrack zu New Jack City zu finden war, stürmten sie weltweit die Charts. In den USA erreichten sie Platz 2 und in Großbritannien sogar Platz 1. Die nächsten beiden Singleauskopplungen, I adore mi amor und All 4 Love, schafften es 1991 bzw. 1992 in den USA bis an die Spitze der Charts. Weitere Top-20-Hits waren Slow Motion und Thinkin' Back. Color Me Badd verkauften von ihrem ersten Album mehr als drei Millionen Tonträger.
Nachdem man den Fans mit dem Album Young, Gifted & Badd - The Remixes, einem Ende 1992 veröffentlichten Remix-Album, die Wartezeit auf neue Veröffentlichungen vertröstete, erschien im Herbst 1993 ihr zweites Album Time & Chance. Es enthielt 19 neue Songs, darunter mit Choose und Time & Chance zwei Singles, die es in den USA nicht unter die Top 20 schafften. Man verkaufte von diesem Album immerhin noch mehr als 500.000 Kopien in den USA und erreichte damit den Gold-Status der RIAA. Mit der Single The Earth, the Sun, the Rain von der Mitte 1996 erschienenen Platte Now & Forever gelang ihnen endlich wieder der erneute Einzug in die Top 20.
Color Me Badd wechselten daraufhin zu Sony, um ein neues Album zu veröffentlichen. Doch der kommerzielle Erfolg von Awakening blieb aus und führte 1998 zur Trennung der Band.
2010 kam es ohne Sam Watters zu einem Comeback.

## Diskografie

### Studioalben
| Jahr | Titel           | Höchstplatzierung, Gesamtwochen, AuszeichnungChartplatzierungen (Jahr, Titel, Platzierungen, Wochen, Auszeichnungen, Anmerkungen) | Höchstplatzierung, Gesamtwochen, AuszeichnungChartplatzierungen (Jahr, Titel, Platzierungen, Wochen, Auszeichnungen, Anmerkungen) | Höchstplatzierung, Gesamtwochen, AuszeichnungChartplatzierungen (Jahr, Titel, Platzierungen, Wochen, Auszeichnungen, Anmerkungen) | Höchstplatzierung, Gesamtwochen, AuszeichnungChartplatzierungen (Jahr, Titel, Platzierungen, Wochen, Auszeichnungen, Anmerkungen) | Höchstplatzierung, Gesamtwochen, AuszeichnungChartplatzierungen (Jahr, Titel, Platzierungen, Wochen, Auszeichnungen, Anmerkungen) | Anmerkungen                             |
| Jahr | Titel           | DE | AT | CH | UK | US | Anmerkungen                             |
| ---- | --------------- | --- | --- | --- | --- | --- | --------------------------------------- |
| 1991 | C. M. B.        | DE23 (17 Wo.)DE | AT32 (7 Wo.)AT | CH27 (5 Wo.)CH | UK3 Gold · (22 Wo.)UK | US3 ×3Dreifachplatin · (77 Wo.)US                                                                                                 | Erstveröffentlichung: 23. Juli 1991     |
| 1993 | Time and Chance | — | — | — | — | US56 Gold · (17 Wo.)US | Erstveröffentlichung: 15. November 1993 |
| 1996 | Now & Forever   | — | — | — | — | US113 (4 Wo.)US | Erstveröffentlichung: 13. Mai 1996      |
| 1998 | Awakening       | — | — | — | — | — | Erstveröffentlichung: 27. Oktober 1998  |

### Remixalben
| Jahr | Titel                             | Höchstplatzierung, Gesamtwochen, AuszeichnungChartplatzierungen (Jahr, Titel, Platzierungen, Wochen, Auszeichnungen, Anmerkungen) | Höchstplatzierung, Gesamtwochen, AuszeichnungChartplatzierungen (Jahr, Titel, Platzierungen, Wochen, Auszeichnungen, Anmerkungen) | Höchstplatzierung, Gesamtwochen, AuszeichnungChartplatzierungen (Jahr, Titel, Platzierungen, Wochen, Auszeichnungen, Anmerkungen) | Höchstplatzierung, Gesamtwochen, AuszeichnungChartplatzierungen (Jahr, Titel, Platzierungen, Wochen, Auszeichnungen, Anmerkungen) | Höchstplatzierung, Gesamtwochen, AuszeichnungChartplatzierungen (Jahr, Titel, Platzierungen, Wochen, Auszeichnungen, Anmerkungen) | Anmerkungen                             |
| Jahr | Titel                             | DE | AT | CH | UK | US | Anmerkungen                             |
| ---- | --------------------------------- | --- | --- | --- | --- | --- | --------------------------------------- |
| 1992 | Young, Gifted & Badd: The Remixes | — | — | — | — | US189 (1 Wo.)US | Erstveröffentlichung: 24. November 1992 |

### Kompilationen
- 2000: The Best of Color Me Badd

### Singles
| Jahr | Titel Album                                                         | Höchstplatzierung, Gesamtwochen, AuszeichnungChartplatzierungen (Jahr, Titel, Album, Platzierungen, Wochen, Auszeichnungen, Anmerkungen) | Höchstplatzierung, Gesamtwochen, AuszeichnungChartplatzierungen (Jahr, Titel, Album, Platzierungen, Wochen, Auszeichnungen, Anmerkungen) | Höchstplatzierung, Gesamtwochen, AuszeichnungChartplatzierungen (Jahr, Titel, Album, Platzierungen, Wochen, Auszeichnungen, Anmerkungen) | Höchstplatzierung, Gesamtwochen, AuszeichnungChartplatzierungen (Jahr, Titel, Album, Platzierungen, Wochen, Auszeichnungen, Anmerkungen) | Höchstplatzierung, Gesamtwochen, AuszeichnungChartplatzierungen (Jahr, Titel, Album, Platzierungen, Wochen, Auszeichnungen, Anmerkungen) | Anmerkungen                                              |
| Jahr | Titel Album                                                         | DE | AT | CH | UK | US | Anmerkungen                                              |
| ---- | ------------------------------------------------------------------- | --- | --- | --- | --- | --- | -------------------------------------------------------- |
| 1991 | I Wanna Sex You Up C. M. B. / New Jack City (O. S. T.)              | DE4 (21 Wo.)DE | AT11 (12 Wo.)AT | CH7 (14 Wo.)CH | UK1 Silber · (14 Wo.)UK | US2 ×2Doppelplatin · (23 Wo.)US | Erstveröffentlichung: März 1991                          |
| 1991 | I Adore Mi Amor C. M. B.                                            | DE44 (10 Wo.)DE | — | — | UK44 (4 Wo.)UK | US1 Gold · (20 Wo.)US | Erstveröffentlichung: Juli 1991 (US) September 1991 (EU) |
| 1991 | All 4 Love C. M. B.                                                 | DE23 (16 Wo.)DE | — | — | UK5 (10 Wo.)UK | US1 Gold · (28 Wo.)US | Erstveröffentlichung: Juli 1991 (EU) Oktober 1991 (US)   |
| 1992 | Thinkin’ Back C. M. B.                                              | — | — | — | — | US16 (20 Wo.)US | Erstveröffentlichung: Januar 1992                        |
| 1992 | Heartbreaker C. M. B.                                               | — | — | — | UK58 (1 Wo.)UK | — | Erstveröffentlichung: Februar 1992                       |
| 1992 | Slow Motion C. M. B.                                                | — | — | — | — | US18 (20 Wo.)US | Erstveröffentlichung: April 1992                         |
| 1992 | Forever Love Young, Gifted & Badd: The Remixes / Mo’ Money (O.S.T.) | — | — | — | — | US15 (18 Wo.)US | Erstveröffentlichung: September 1992                     |
| 1993 | Time and Chance                                                     | — | — | — | UK62 (1 Wo.)UK | US23 (19 Wo.)US | Erstveröffentlichung: Oktober 1993                       |
| 1994 | Choose Time and Chance                                              | — | — | — | UK65 (2 Wo.)UK | US23 (17 Wo.)US | Erstveröffentlichung: Januar 1994                        |
| 1996 | The Earth, the Sun, the Rain Now & Forever                          | DE69 (11 Wo.)DE | — | — | — | US21 (22 Wo.)US | Erstveröffentlichung: April 1996                         |
| 1998 | Remember When Awakening                                             | — | — | — | — | US48 (13 Wo.)US | Erstveröffentlichung: Juli 1998                          |

## Auszeichnungen für Musikverkäufe
| Goldene Schallplatte - Australien - 1991: für die Single I Wanna Sex You Up - 1992: für die Single All 4 Love - 1992: für das Album C. M. B. - Neuseeland - 1991: für die Single All 4 Love | Platin-Schallplatte - Neuseeland - 1991: für die Single I Wanna Sex You Up 2× Platin-Schallplatte - Kanada - 1992: für das Album C. M. B. |

Anmerkung: Auszeichnungen in Ländern aus den Charttabellen bzw. Chartboxen sind in ebendiesen zu finden.
| Land/RegionAuszeichnungen für Musikverkäufe (Land/Region, Auszeichnungen, Verkäufe, Quellen) | Silber  | Gold     | Platin     | Verkäufe  | Quellen                   |
| -------------------------------------------------------------------------------------------- | ------- | -------- | ---------- | --------- | ------------------------- |
| Australien (ARIA)                                                                            | —       | 3× Gold3 | —          | 105.000   | aria.com.au               |
| Kanada (MC)                                                                                  | —       | —        | 2× Platin2 | 200.000   | musiccanada.com           |
| Neuseeland (RMNZ)                                                                            | —       | Gold1    | Platin1    | 15.000    | aotearoamusiccharts.co.nz |
| Vereinigte Staaten (RIAA)                                                                    | —       | 3× Gold3 | 5× Platin5 | 6.500.000 | riaa.com                  |
| Vereinigtes Königreich (BPI)                                                                 | Silber1 | Gold1    | —          | 300.000   | bpi.co.uk                 |
| Insgesamt                                                                                    | Silber1 | 8× Gold8 | 8× Platin8 |           |                           |